# Deluge
Deluge je BitTorrent klient napsaný v Pythonu a používající GTK+ (pomocí PyGTK). Deluge je určen pro Linux, BSD a další *NIXové operační systémy. Jeho cílem je přinést plnohodnotný a nativní klient na GTK desktopy jako jsou GNOME a Xfce. Existuje také oficiální port pro Windows. Program používá C++ knihovnu libtorrent.
Deluge byl vytvořen dvěma členy ubuntuforums.org, Zachem Tibbittsem a Alonem Zakaiem. Původně byl spravován a hostován na Google Code, ale nyní se přesunul na vlastní webovou stránku, deluge-torrent.org.
V počátcích vývoje se Deluge jmenoval gTorrent protože měl být BitTorrent klientem pro GNOME („g“ v „gTorrent“ znamená „GNOME“). Když byla 25. září 2006 veřejně vydán, byl přejmenován na Deluge aby nedošlo k mýlce že je pouze pro GNOME.
Verze 0.5, která je od 18. března 2007 stabilní je kompletním přepsání 0.4.x větve. Druhé vydání 0.5.x větve, 0.5.1.1, přidalo podporu pro šifrování, Peer exchange, Si předpony a UPnP.

## Schopnosti
- Tvorba torrentů součástí klienta
- Pluginy a moduly
- Pokročilé možnosti sítě jako Peer exchange, UPnP a NAT-PMP
- Šifrování různými způsoby a na různých úrovních